# チャネリング
チャネリング（英: channeling, channelling）とは、高次の霊的存在・大聖（神智学で言うマハートマー）・神・宇宙人・死者などの超越的・常識を超えた存在、通常の精神（自己）に由来しない源泉との交信法、交信による情報の伝達を意味し、アメリカで1980年代に隆盛した「ニューエイジ運動」の中で使われるようになった名称である。
1972年にジェーン・ロバーツ（1929年 – 1984年）と夫のロバート・バッツ（1919年 - 2008年）が『セスは語る』(Seth Speaks) を出版したことから始まったと言われる。
チャネリングを行う人をchannel（チャネル、チャンネル。水路、通信路の意）、あるいはchanneler（チャネラー） と呼ぶ。チャネリングは民俗学者や人類学者ならば“シャーマニズム”という用語で分類する分野におおむね相当し、「チャネル」「チャネラー」は従来の表現で言えば 霊媒（英：medium）に当たる。トランス状態となって交信する存在からのメッセージを受け取る点では霊媒と同じであり、懐疑派から「宇宙イタコ」と揶揄されることもある。

## 概要
語彙としては元来「 - に水路を開く」「 - に向ける」といった意味の英動詞 channel の動名詞形（他に運河の開削といった意味もある）

で、1980年代からこの意味において頻用されるようになった表現とされる

。特にニューエイジの思想を支持する人々が頻繁に用いて、それが広まり一般化した用語・概念である。
チャネリングは民俗学者や人類学者ならば“シャーマニズム”という用語で分類する分野におおむね相当し、「チャネル」「チャネラー」は従来の表現で言えば 霊媒（英：medium）に相当する。
宗教学者の島薗進は、「神智学協会系」の運動とのつながりは明白であると指摘し、「心理学的な癒しに関わる体系的な知、あるいはニューエイジ的な自己観をめぐる体系的な知を持つシャーマニズム」と定義している。
チャネラーの役割は死霊を呼び出す「心霊主義」の霊媒に近く、これはアメリカでも知られる概念だったが、アメリカ本流の文化では蔑みの対象だったため、UFO運動で使われていた「チャネラー」という言葉が採用されたようである。マスコミがニューエイジを取り上げる際に、常識はずれで異常な、お笑い草の軽々しい信仰というイメージを作る格好のネタとして取り上げられると同時に、ニューエイジ運動の形成と拡大に「重要な役割」を果たした。教皇庁は、チャネリングが最も共通の要素としてみられることから、ニューエイジは厳密にはスピリチュアリティではなく、「心霊主義の現代版」であると述べている。
心霊主義のような「死後存続」の証明よりも、今ここで霊的な成長を助けてくれる「高い知恵」を得ることが興味の対象となっている。（とはいえ、ニューエイジで上位のマスターとみなされるイエス・キリスト（イエス大師）など、先人とのチャネリングは死後存続を前提としている。）チャネリングを行う人はチャネル、チャネラーと呼ばれる。交信対象は、しばしば「エンティティ」と呼ばれ、「存在」とも訳される。情報源という意味で「ソース」とも呼ばれる。宇宙存在、宇宙人とされるものもあるが、肉体を持っているとは限らないとされる。チャネリングの方法は憑依による口述、自動筆記などがあり、トランス状態で行われる場合や、チャネルが意識のある状態でメッセージを聞き取るような、トランス状態ではないと思われる場合もあり、方法、内実ともに多様である。
ジェームズ・ランディは、肉体を持たない存在とされるセスと交信したという詩人・小説家のジェーン・ロバーツ（1929年 – 1984年）と、夫で詩人・画家のロバート・バッツが、1972年に『セスは語る』(Seth Speaks) を出版したことから始まったと述べている。セスとの交信は、最初はウィジャボードを使った自動書記、透聴、次に軽いトランスに入り、最終的には完全なトランス状態で行われ、それを夫のバッツが口述筆記したものとされる。
イギリスのコンタクティー（宇宙人とコンタクトしたと主張する人）で、3500歳の異星人マスター・エーテリウスと交信したとして、カルマの法則と再生への信仰を教義とするUFO信仰の宗教エーテリウス協会（イセリアス協会）を設立したジョージ・キング（1919年 -1997年）は、ヨーガによる瞑想状態の中で宇宙人と交信するという新形式のコンタクト法を生み出し、これはやがて「チャネリング」と呼ばれるようになり、アメリカで一種の「ブーム」になった。
羽仁礼は、チャネリングは基本的には、19世紀末の霊媒と同じ技術が用いられていると述べている。また、1960年代末にかけてカリフォルニアのエスリン研究所（エサレン研究所）で発展した人間性回復運動は、ニューエイジの源流の一つに数えられるが、東洋の思想・宗教と精神科医カール・グスタフ・ユングから強い影響を受けてトランスパーソナル心理学が探求された。瞑想、超心理学的経験、LSD (薬物)などの幻覚剤などにより、自己の内なる神の探求が目指され、これらの技術・薬物で神または宇宙と融合する神秘的体験、至高体験に達することができると考えられた。
チャネリングの定義は人によってさまざまであるが、前ラトガーズ大学教授でチャネリングを肯定的に研究するジョン・クリモは、チャネリングの内に直感や洞察、霊感、そして想像力などの伝統的な概念を取り込み、「チャネリングは我々が知っている物理的なものとは異なった現実の次元に存在すると言われる源泉、従って、チャネルの通常の精神（自己）に由来しない源泉から、物理的に具現化した人間に、あるいはその人間を通してやって来る情報の伝達である」と定義している。精神世界研究家の伊泉龍一は、チャネリングをひとまず簡潔に定義すると「通常の五感とは異なる方法で、人間を超えた超越的ななんらかの存在者（これを「エンティティ」と呼ぶ）とコンタクトを取り、なんらかの情報を受け取ること」であると述べている。
チャネリングにおける交信対象は必ずしも全知全能ではないが、たいていの人間より知恵や洞察力においてまさっていると信じられている。こうした存在との交流は学びと導きのために求められる。ニューエイジにおいて、人間以上の存在から「啓示」をもたらすとして重視された。現在でもスピリチュアルやオカルトの分野でこの用語が使われ、学習して習得できる技術であるともされ、ハウツー本も販売されている。ただし、西洋エソテリシズム研究の大家W・J・ハーネフラーフは、ニューエイジについても検討してるが、彼の研究対象になるようなチャネル（実践者）には、意図的にチャネルになることを学んだ人はいないようである。

## 背景

第二次大覚醒の影響を受けたニューヨーク州西部「焼き尽くされた地域」

19世紀前半の第二次大覚醒の影響を受けたニューヨークのキリスト教新宗派では、神（聖霊）や天使と直接コミュニケーションが可能であると考えられていた。また18・19世紀にヨーロッパ知識人に広く受け入れられた神智学のエソテリックな世界観では、人間は（魂ないし霊的器官である）想像力によって、または霊媒（天使、心霊、悪魔）ないし儀礼を用いて、上部世界ないし下部世界と接触することができると考えられていた。カトリック教会の報告書では、ニューエイジ的思想の基本的な枠組みを見出すことができると指摘している。

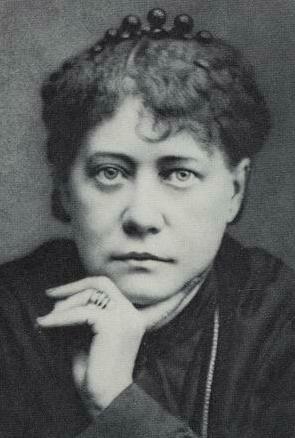
近代神智学の開祖ブラヴァツキー（1877年）

19世紀から20世紀に掛けて英米を中心に西洋諸国に普及した心霊主義（スピリチュアリズム）では、未知の上位者との交霊は、英米では当初ウィリアム・ステイントン・モーゼス（1839年 - 1892年）の指導霊インペレーターを除くと、ほとんど見られない発想であった。近代神智学やフランスのアラン・カルデック（1804年 - 1869年）による心霊主義の一派のスピリティズムのように進化論を導入した心霊主義では、輪廻転生を通して自らの霊魂をより高次に進化させることが目指された。心霊主義から派生したヘレナ・P・ブラヴァツキー（1831年 – 1891年）に始まる近代神智学では、フリーメイソンやイギリス薔薇十字団から、古代から伝えられた霊知を選ばれた人間に伝える「未知の上位者」という発想が借用され、ヒマラヤまたはチベットに住むとされた「マハトマ」（マハートマー；偉大な魂）と呼ばれる大師たちとの文通が可能とされ、時には空中からの「マハトマ書簡」出現という超自然現象が演出された（心霊主義を批判したブラヴァツキーは、モーゼスを例外的に高く評価していた）。近代神智学ではキリストもマハトマのひとりであるとされ、人格神も否定したため、キリスト教に衝撃を与え宣教師の嫌悪の対象となった。マハトマとの交信は霊媒たちによって、ブラヴァツキーらとは別に進められたが、これはのちのチャネリングと共通する発想である。
イギリスではのちに未知の上位者の霊（高次の霊）との交霊が行われるようになり、シルバーバーチという霊と交信したというモーリス・バーバネル（1902年 - 1981年）、ホワイトイーグルという霊と交信したというグレース・クックなどが知られている。心霊主義者とチャネルの世界観はよく似ており、心霊主義における高次の霊と交信をチャネリングに分類する人もいるが、実際の心霊主義者やニューエイジャー間には、アセンション（地球という生命体・意識体の次元上昇、個人の魂の進化を指し、進化しない魂は古い世界に残るとする、千年王国思想の一種）を認めるかどうかなどの思想や立場の違い、派閥のようなものがあり、反発し合っているという。

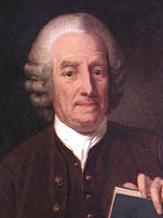
エマヌエル・スヴェーデンボリ

19世紀アメリカで始まったキリスト教における異端的新潮流のひとつで、聖書の内容を新しい視点で解釈しようとするニューソートでは、人間の意識は宇宙と関係しているとし、その根拠を聖書に求める考え方があった。ニューソートの元祖ともされ、科学者であり宗教家、神秘思想家のエマヌエル・スヴェーデンボリ（1688年 - 1772年）は、生きたまま霊界や天国、ほかの惑星を訪れたといい、その詳細な記録を残し大きな影響を与え、天国や死後の世界が別の惑星にあると考えられることもあった。
また、アメリカの心理学者ウィリアム・ジェームズ（1842年 - 1919年）は、宗教は教義ではなく経験であり、人間は自分の心的な態度を変えることで運命を作り出すことができるとし、スイスの精神科医カール・グスタフ・ユング（1875年 - 1961年）は意識の超越的な性格を強調し、時代や文化を異にする人々が共有する象徴や記憶の貯蔵庫のようなものとして、集合的な無意識という概念を考案した。ハーネフラーフは、この二人は共に「心理学の神聖化」に貢献し、「心理学の神聖化」はニューエイジ思想と実践の重要な要素となったと指摘している。集合的無意識において、内的世界（内的宇宙）は外的世界と照応するのである。
アメリカでは、近代神智学の影響を受けたジョージ・アダムスキー（1891年 - 1965年）などのコンタクティーによるUFO研究も流行した。人類学者・考古学者で、マルタ騎士団の最高幹部でもあり、冒険家としても知られたジョージ・ハント・ウィリアムソン（1926年 – 1986年）は、アメリカ先住民の精霊信仰に強い興味を持っていたが、ドナルド・キーホー（1897年 - 1988年）の『空飛ぶ円盤は実在した』を読んでUFOに興味を持ち、宇宙からの訪問者は先住民の神話の異世界からの訪問者と同じであると考えた。1952年に心霊主義の自動筆記の実演中に霊媒が宇宙からメッセージを受け取り、ウィリアムスンはウィジャボードを使った自動書記で宇宙人との交信を行うようになった。1955年には、霊媒が自動書記で多数の地球外生命体、または高次の存在、天界の住人から自動書記によって与えられたメッセージ（イエス・キリストの教えの新しい解釈や啓示を含む）をまとめたという『ウランティアの書』が匿名で出版され、ブームとなった（この本は現在もUFO系新宗教の信者に熱く支持されている）。
エーテリウス協会やラエリアン・ムーブメントなど、宇宙人（宇宙存在）を信奉するUFO信仰が生まれ、過去にUFOで地球に来た宇宙人こそ神に当たる絶対者であり、キリストやブッダ、クリシュナなどの過去の宗教家は宇宙人であるとされることもあり、宇宙人は「天使のような存在」であると考えるコンタクティーもいた。人類や文明の起源は宇宙人であるとする古代宇宙飛行士説も唱えられた。またニューエイジでは、キリストや仏陀のように真理を語った人々は、真理を語っているのだから霊媒であったに違いないと主張されることもあった。

## ニューエイジにおける意味
根本的なニューエイジ信条の多くは、まずチャネルされたメッセージとして定式化されており、チャネリングはニューエイジ宗教の生成において「決定的な重要性」を持っていた。ハーネフラーフは、ほとんどのニューエイジャーは、霊的権威の信頼できる唯一の源泉は「自分自身の内的自己」であるとみなすものの、ニューエイジ運動はかなりの程度において「啓示に基づく宗教」（Offenbarungsreligion)と性格づけることが可能であるとしている。宗教学者の島薗進は、「エンティティ」に対するチャネルの関係は受動的なものではなく、あくまで主体は「自分」にあり、「エンティティ」は手助けをするに留まると述べている。
チャネルで伝えられるメッセージは、①その人の過去や未来 ②宇宙観や人間観、歴史観などの真理に関する教説・啓示 ③チャネリングの実践自体が示す世界の構造（物理的現実だけでなく2つ以上のリアリティーがある、人の心はつながっており全体でひとつ）に分けられる。②の教説（啓示）の要点は、キリスト教の立場のエリオット・ミラーの要約によると、次の6つである。
1. あなたはあなたの神である / あなたはあなた自身のリアリティーを創造する。これが教説の中心である。神は遍在し、人は神の性格を分有するという汎神論的世界観。
2. あなたはあなた自身の救い主である。外部の救いの力は必要ない。自らを探求することで救いに近づく。（表象文化研究者の加藤有希子は、自分を知れば何かすごいことが起こるという期待があり、ソクラテスの「汝自身を知れ」の含蓄とは区別されるべきと述べている[20]）
3. 愛。まず自分を愛することが大事で、自分を愛せなければ他者を愛せないとされる。正邪を全く問わずすべて受け入れる「無条件の愛」も強調される。
4. 死は存在しない。死は幻想である。死と呼ばれるものは、より高いレベルへの移行であり、おそらく生まれ変わって地上に戻る。
5. 大いなる自己・上位自己と人生の目的。大いなる自己は人生全体の目的を知っており、それは過去生（前世）のカルマを返し、魂の向上・霊的レベルアップに必要な教訓を得ることだとされる。カルマという用語が使われるが、インド思想のカルマの概念は完全に「換骨奪胎」され、カルマの支配に代わって、自分で自分のリアリティを作ることが可能という楽観的な論調である。チャネリングを学ぶものは、大いなる自己と融合しチャネルできるようになることを目指す。
6. 大いなる自己をサポートする指導霊（守護霊）の存在。指導霊は霊的レベルアップの歩みを助ける。指導霊と接触できれば、いつでも彼らの指示を得られるようになり、その指導でもっとはっきりしたチャネルも可能になる。島薗進は、指導霊は救済者というより、いつもそばにいて助けてくれる心強い友達のようなものと評している[6]。

これ以外に、よく見られるものに「恐怖」に関する教えがあり、恐れは人を不幸にするため、一切の恐怖をやめれば自己の望みが実現するとされる。また、地球と人類の未来についての予言もあり、危機を告げるものもあるが、大体は楽観的で、危機は移行期の「浄化」の現れとされる。このように、チャネルされた思想はかなり一致があるため、信憑性があると考える人も多く、現代アメリカではある程度まとまりのある現象となっている。共通のパターンは、典拠となる文献や指導者養成システムで作られている訳ではなく、メディアを通して相互に真似し合い、修正し、学ぶことで形作られ、その時々の人気の「ソース」やチャネラーによって新しい路線が現れ、変容し続けている。チャネラーの数は80年代に急増し、1986年にロサンゼルス・タイムズは、10年前にはわずか2人だったプロのチャネラーの数は、数千人を超えているだろうと書いている。
帝京大学の進藤英樹は、ニューエイジ宗教の中心となる啓示の大部分は、チャネルになることを学んだのではない生来のチャネルによって作られており、こうした啓示の場合、チャネリングの過程は、たいてい霊媒の不意を襲うような形で、自然発生的に開始すると指摘している。そして、このようなチャネリングは、多く意図的なチャネリングに発展・移行するが、コントロールできないままのこともある。

## 交信対象
ハーネフラーフは、チャネリングは、ある種の人はある条件下で「通常の自己とは異なった源泉」から情報を得るチャネル（媒介）になることができる、という確信に基づいていると述べている。
チャネリングの対象は、なんらかの知性と、近代神智学に由来するアカシックレコード（宇宙の記憶）に大別される。
源泉は、高次な存在領域に生きる無形の「知性」である存在者と同一視されることが多いが、しかし文献に見られるチャネルされた源泉の形態（存在、エンティティ）は、高次の霊的存在・神・死者（霊界人）・宇宙人（宇宙存在）・未来人・聖守護天使など、なんらかの知性を持つほとんどあらゆるものを含んでいる。ニューエイジでは、唯一の宇宙的存在（宇宙存在、宇宙意識、宇宙心）が想定され、そのあらゆる部分は他のあらゆる部分につながっており、心は唯一であるため、ある人は高次の存在と交信するチャネル（霊媒）になることができると考えられた。
「アカシックレコード」は、宇宙誕生以来のすべての存在のあらゆる情報が蓄えられているという霊的な記録層とされるが、その実在とアクセス可能であることを信じる人が、その行為をチャネリングと呼ぶこともある。
また、輪廻転生の信奉者で前世（過去世）を見ることができると信じている人や、自分自身の中にハイヤーセルフ（高次の自己）があると信じる人が、それを知ることができると考えるなんらかの方法をチャネリングと呼ぶこともある。高次の自己とは、元々はトランスパーソナル心理学の中心概念のひとつである。ニューエイジでは、高次の自己が人間の真のアイデンティティで、神的意識として神と人間をつなぐ架け橋であり、霊的発展とは高次の自己と接触することであるとされた。人間の人格は真の自己の影または夢のようなものであり、高次の自己は生まれる前の前世（過去世）の記憶を持つという。
ただし、19世紀の心霊主義（スピリチュアリズム）に見られた最近亡くなった人の魂との交流は、ニューエイジのチャネリングでは特徴的ではない。チャネルは霊媒と異なり、霊だけでなく宇宙存在と呼ぶ異星人や意識体、星のエネルギーやバービー人形など様々な実体と交信する。

## 交信方法
チャネリングの手法は憑依による口述、自動筆記などがあり、トランス状態で行われる場合や、チャネルが意識のある状態でメッセージを聞き取るような、トランス状態ではないと思われる場合もある。方法、内実ともに多様であり、ハーネフラーフは、ニューエイジャーがチャネリングとみなすさまざまな現象の共通項は、ただ人が受け取った情報（メッセージ）を、通常意識とは異なる源泉からやってきたものと解釈するという点にあるように思われると述べている。
多くの場合トランス状態が必要とされるようであり、その状態の間はエンティティが、媒介者の身体に乗り移り、発声器官や（ニューエイジではそれほど見られないが）自動筆記を使って交信する。しかし、チャネリングと呼ばれる現象のなかには、トランス状態を全く含まないように思われるのもある。チャネルが完全に意識をもって口述されるメッセージを聞き取り、記録する場合がそうである。伊泉は、チャネリングで情報を受け取る際のチャネルの意識状態には、通常の意識とほとんど変わらない状態から深いトランス状態まで、いくつかのレベルがあるようであると述べている。

## 分類
精神世界研究家の伊泉は、チャネリングを次の3つに分類している。
1. 自動運動：自動書記やオートマティック・スピーキング（自動的な口述）。
2. 声のチャネル：実際に物理的な声が聞こえていないにもかかわらず、チャネルの精神の中にエンティティの声が語りかけて来ることで、なんらかの情報を受け取るといった状態のこと。（無いはずの声や音を聞くという現象は、統合失調症を中心とする精神の病気でしばしば出現し、幻聴と呼ばれ、特に人間の声が聞こえるものは幻声と呼ばれる。一方、幻声は、人間にとって最終的な救済をめざす宗教、特に宗教が開かれるときや信仰復興の際の心的体験の一つとしてもみられる。[21]）
3. ヴィジョンのチャネル：なんらかの映像が精神の内に浮かんで来て、なんらかの情報を得るといった状態のこと。（ヴィジョン、幻視は、宗教的告知、知らせの媒体である。これらを通して神・超越者がメッセージを伝える。こういった神や超越者の顕現は、現実世界への異界の現出となる。[22]）

ハーネフラーフは、チャネリングは4種類に分けられるとする。
1. トランス・チャネリング
2. 自動運動：自動筆記やウィジャボードを使った自動書記（日本でいうコックリさん）などの自動運動によるチャネリング。
3. 透聴チャネリング：超感覚的知覚 (ESP) である透聴（Clairaudience、clear hearing）によるチャネリング。
4. オープン・チャネリング：チャネリングを、「通常の精神（自己）に由来しない源泉から、人間にやって来る情報の伝達」であるとする考えで、誰もがチャネルとなることを可能にする定義[9]。この定義では、ある人が霊感やイメージをチャネリングによって得られたものであると考えれば、その人はチャネルであるということになる。しかし、その人がその霊感を、自分の通常の精神の能力によると考えるなら、その霊感はチャネリングによる啓示とはならない。

トランス・チャネリングと自動運動はかなり共通しており、これらの現象はシャーマンの世界で知られている憑依とも明らかな類似性をもつ。ハーネフラーフは、トランスや憑依の徴候なしに、内なる声を聞いたり、ヴィジョンを見たりするのは、シャーマニズムや憑依というより、神秘主義と結びつくように思われると述べている。霊媒がただ静かに寛いで座り、たいていは目を閉じ、普通の声で聴衆に話しかけるチャネリングのケースがあるが、憑依の明らかな徴候は見られない。深い瞑想的な寛ぎからくるある程度の解離は見られるが、トランス状態にあるかは定義によって意見が異なる。直感力を開発し、理性的制御を最小にするための技術を実践することから生じる。
チャネリングには、意図的なものと自然発生的なものとがあり、自然発生的なチャネリングでは、チャネルの意志にかかわらず「啓示」が到来する。意図的なチャネリングの場合は、チャネルは現象をコントロールし、自分の意志でそうした現象を作り出すことができる。それに特別の技術を使用することもあれば、そうでないこともある。ニューエイジでは、チャネリングは誰にでも潜在的に備わっている生まれつきの能力だとみなされ（ハーネフラーフは、そうした素質には、音楽の才能のように実際には個人差があると指摘している）、意図的にチャネリングを行うためのハウツー本が指導者の連絡先付きで出版されている。帝京大学の進藤英樹は、ハウツー本では意図的なチャネリングが最初から可能であると主張されるが、ハーネフラーフが検討を加えたチャネルには、完全に意図的にチャネルとなることを学んだ人はひとりもいないようであると述べている。
また伊泉は、チャネルのマイケル・ウェデルが交信しているという霊的存在エゼキアによる、エンティティの介入の状態がどのようなものであるかという観点からの分類、つまり実践者による分類を紹介している。
1. 非介入チャネリング (Non-intrusive Channeling)：エンティティが外部の離れた場所から、チャネルにメッセージを送ってくる場合のこと。伊泉は、この方法では一般的にチャネルは深いトランス状態になることはなく、たいがい通常の意識とあまり変わらない状態のままのようであると述べている。
2. 一体化チャネリング (Integrated Channeling)：エンティティがチャネルの内部に入り込んでいる状態、いわゆる憑依状態でのチャネリング。
  1. シェア・ボディ・チャネリング (shared body Channeling)：チャネルの身体をエンティティとチャネル本人が共有する状態のチャネリング。
  2. フル・ボディ・チャネリング (full body Channeling)：エンティティがチャネルの身体を完全に占有する状態でのチャネリング。伊泉は、シェア・ボディ・チャネリングよりトランスのレベルが深い状態であり、情報の精度もより高いと言われると述べている。

## 実践者

### ジェーン・ロバーツ
有名なチャネルとして、現代チャネリングの原点にして頂点ともいわれるジェーン・ロバーツ（1929年 – 1984年）がいる。彼女はセスという存在とチャネリングしたとして、転生の思想を軸に体系的な形而上学的世界観を示した。セスとは、「もう物理的リアリティーにフォーカスしていないエネルギー人格のエッセンス」であるという。人間は物質に依存しておらず、多次元的な存在であり、個人として経験する世界を変えるには、自分自身の信念を変えなければならないとした。またその転生観は直線的なものではなく、永遠かつ無限の「いま」の中ですべての人生が同時に起こっているとし、現在の活動が過去や未来の自分、ありうべき自分に影響を与えるとした。（転生は一般的なキリスト教では支持されていない。）ロバーツはセスのほかに、セス2、19世紀フランスの画家ポール・セザンヌ、19世紀アメリカの心理学者・哲学者のウィリアム・ジェームズをチャネルしたという。

### フィンドホーン・サークル
1960年代初めには、神の声を聴いたというキャディ家の人々とチャネルたちが、スコットランド北部フィンドホーンの空軍基地跡に共同体フィンドホーン・サークル（現フィンドホーン財団）を設立した。この共同体は、彼らがデーヴァと呼ぶ精霊ないし天使、自然界の力や存在たちとのコミュニケーションが特色とされる。細かい農作業の時期なども内なる声による指示があり、やせた土地で豊かな収穫を得ていたという。現在も自足的な共同体として何百人ものメンバーがおり、学校や印刷所などがある。フィンドホーンの共同体は、アメリカのエスリン研究所と並びニューエイジの最初の原動力であり、現在も影響力を持ち続けている。

### ヘレン・シャックマン
『奇跡講座』（ACIM、A Course in Miracles、奇跡の学習コース、ア・コース・イン・ミラクルズ）は、アメリカ・ニューヨーク州コロンビア大学医学部で精神医学科職員として働いていた心理学者ヘレン・コーン・シャックマンが、イエス・キリストからのインスピレーションを文章化したものであるとされる。学習者をあらゆる否定的な障碍に立ち向かわせ、心を愛に目覚めさせることで規律あるスピリチュアリティへと導く独習過程のテキストであり、もっとも知られたスピリチュアリティ文書の一つである。シャックマン本人は内的な口述筆記のようなものであると述べており、自動筆記ではなく、自分の行動に完全に自覚的な状態であったという。シャックマンの父親は精神世界の書店を経営しており、シャックマン自身は心霊治療家エドガー・ケイシーの息子と親交があった。その思想はニューソートと親和性が高く、アメリカで高い人気を誇る。

### ジュディス・ゼブラ・ナイト、ケビン・ライアーソン、ジャック・パーセル
1980年代後半には、ジュディス・ゼブラ・ナイト（1946年 - 。ゼブラは自分で付けたあだ名）、ケビン・ライアーソン、ジャック・パーセルの3人が最もよく知られていた。この3人は女優 シャーリー・マクレーンが自著『アウト・オン・ア・リム』などで、自分にとって素晴らしい教師であると書いたことで一躍脚光を浴びた。マクレーンの支持者も批判者も、以前なら変人扱いされることを恐れて近づけないような物事を信じたり、参加したりできる土壌を整えることに、マクレーンが大きく貢献したと認めている。
ジュディス・ゼブラ・ナイトは信仰心の厚い少女だったが、キリスト教に失望し、古代アトランティス大陸（アトランティア）の戦士であったラムサとチャネリングしたとして、魂の霊的進化と転生説を支持し、人間はみな自分自身が神であるというメッセージを伝えた。ラムサはトランス・チャネリングには珍しく、セッション中に大股で歩き回ったり、参加者を抱きしめたりするという肉体的活動を示す。ラムサを体験するには、ナイトのセッションに参加するか、チャネリングのビデオや録音、書籍を購入するかである。もっとも有名で経済的に成功したチャネルの一人である。人気に比例して批判も大きく、示される思想の変遷から、かつての支持者の一部は、現在のラムサの教えからは以前あった統合性はすでに失われていると感じている。

### ダリル・アンカ
特殊効果デザイナーのダリル・アンカ（1951年 - ）は、オリオン座近くの惑星エササニに住むエササニ星人バシャールと交信したという。

## チャネリング講習
チャネリングを教えることも行われており、チャネルが教室を開き、チャネルとエンティティが生徒を指導し、多くの人々がチャネリングを習得しているという。
日本でも、チャネリングによるメッセージをまとめたとされる書籍が発売されており、神との自動筆記による対話をまとめたというニール・ドナルド・ウォルシュの『神との対話』も、しばしばチャネリングによる書籍と紹介されている。ウォルシュは『奇跡講座』についても言及しており、日本の読者は一部が重複している。作家である吉本ばななは、チャネルのウィリアム・レーネン、ゲリー・ボーネルとの対談本を出し、自らの前世についても語っている。
ジョン・クリモはナイトを例にとり、チャネルのパフォーマンスの質が徐々に低下するという報告を紹介し、チャネルが意識的にか無意識的にか、おそらく一度は本物であったけれど泉の枯れてしまった、あるいはそのプロセスを模倣し始めるというようなことはないだろうか、チャネリングで初期に示された思想に反し、極めて人間的なエゴが見え隠れする割合が増えたり、参加者の人心操作や無力化は見られたりするのは、だれ、あるいは何のなせるわざなのであろうか、本物のチャネリングはどれくらいの期間維持できるのであろうか、と述べている。

## 批判
チャネリングに対する人々の見解は様々で、真正であると支持する意見もあれば、交信の真偽はさておきチャネルされたという思想の内容に興味を持つ人、すべてが演技でありチャネルとは邪道に走った役者に過ぎないと批判する人もある。広く支持され、経済的に成功したチャネルもいる。心理学者はしばしば、チャネリングは人格分離であり、交信対象は、表面意識では気づいていないチャネルの一部であると説明しており、この考え方は広く支持されている。ニューエイジ的スピリチュアリティを一種のスピリチュアルなナルシシズムないし疑似神秘主義とする批判もあり、ニューエイジの重要な擁護者デイヴィッド・スパングラーですら、「チャネリングとスピリチュアリティ（霊性）の混同」を指摘している。チャネルのように、宗教的指導者あるいは英知の持ち主として自分を売り込むような人間は、個人としての責任を放棄し権威に依存するような人間を引き付け、時にこういったリーダーは、自己権力の強化や追従者たちのコントロールのとりこになるという批判もある。
懐疑論者のジェームズ・ランディはチャネリングを批判し、1988年にオーストラリアで、2000歳の精霊カルロスと交信するチャネルのホセ・アルバレスを演出し、派手なパフォーマンスで大量の信者を獲得した。人気絶頂時に真実を告白、アメリカに電話一本かければ確認できる底の浅い嘘だったことを強調し、メディアと人々の騙されやすさに警鐘を鳴らした。